# Liste von Sehenswürdigkeiten in Budapest
Dieser Artikel enthält eine Liste von Sehenswürdigkeiten in der Stadt Budapest.

## Museen
- Bildende Künste, Kunsthandwerk
  - Galerie Koller
  - KunsthalleKunsthalle (Műcsarnok)

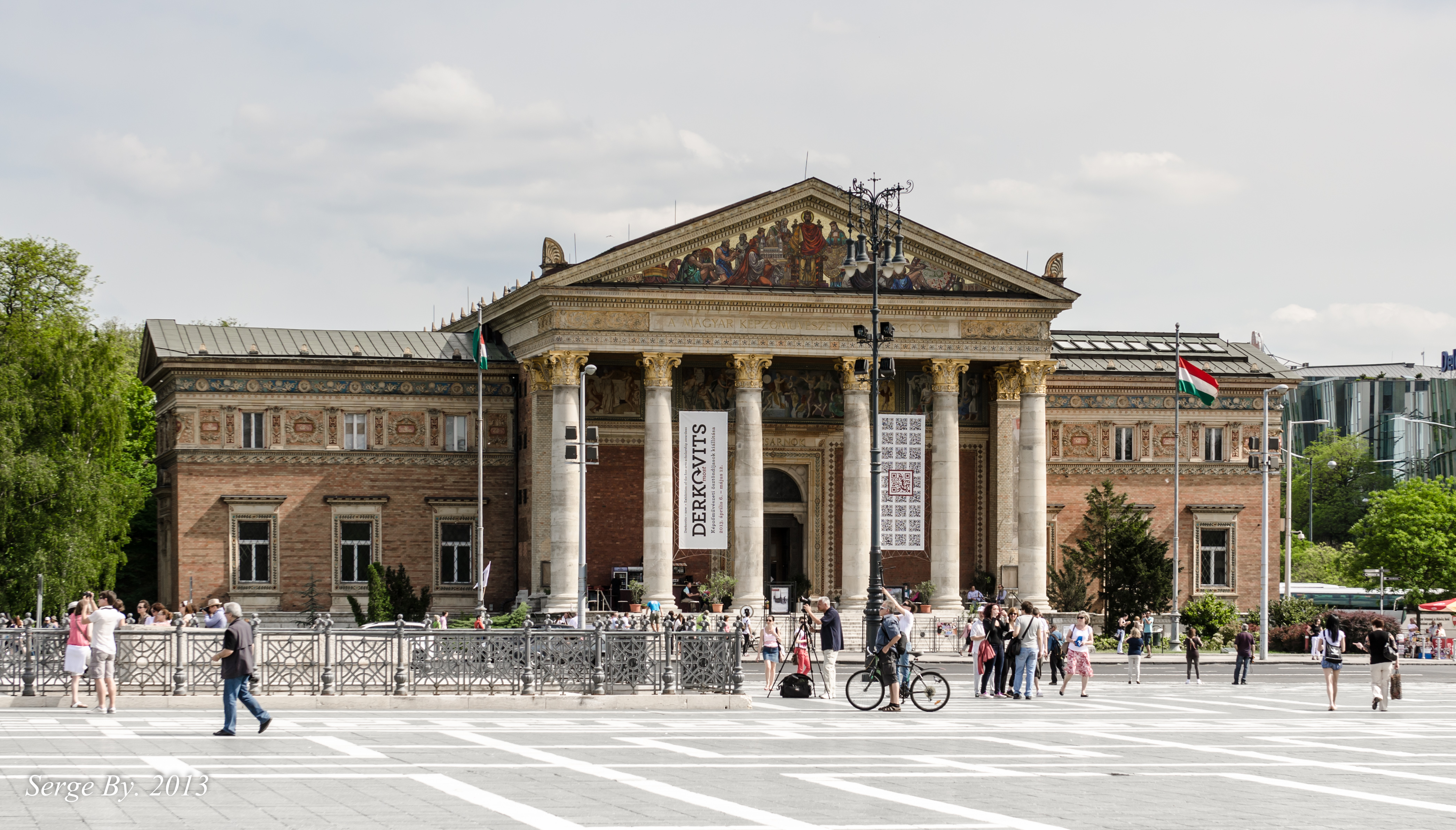
Kunsthalle

  - Museum der Bildenden Künste (Szépművészeti Múzeum)
  - Ungarische Nationalgalerie
  - Ungarisches Museum für Kunstgewerbe
- Naturkunde
  - Ungarisches Naturwissenschaftliches Museum
- Geschichte
  - Ethnographisches MuseumEthnografisches Museum

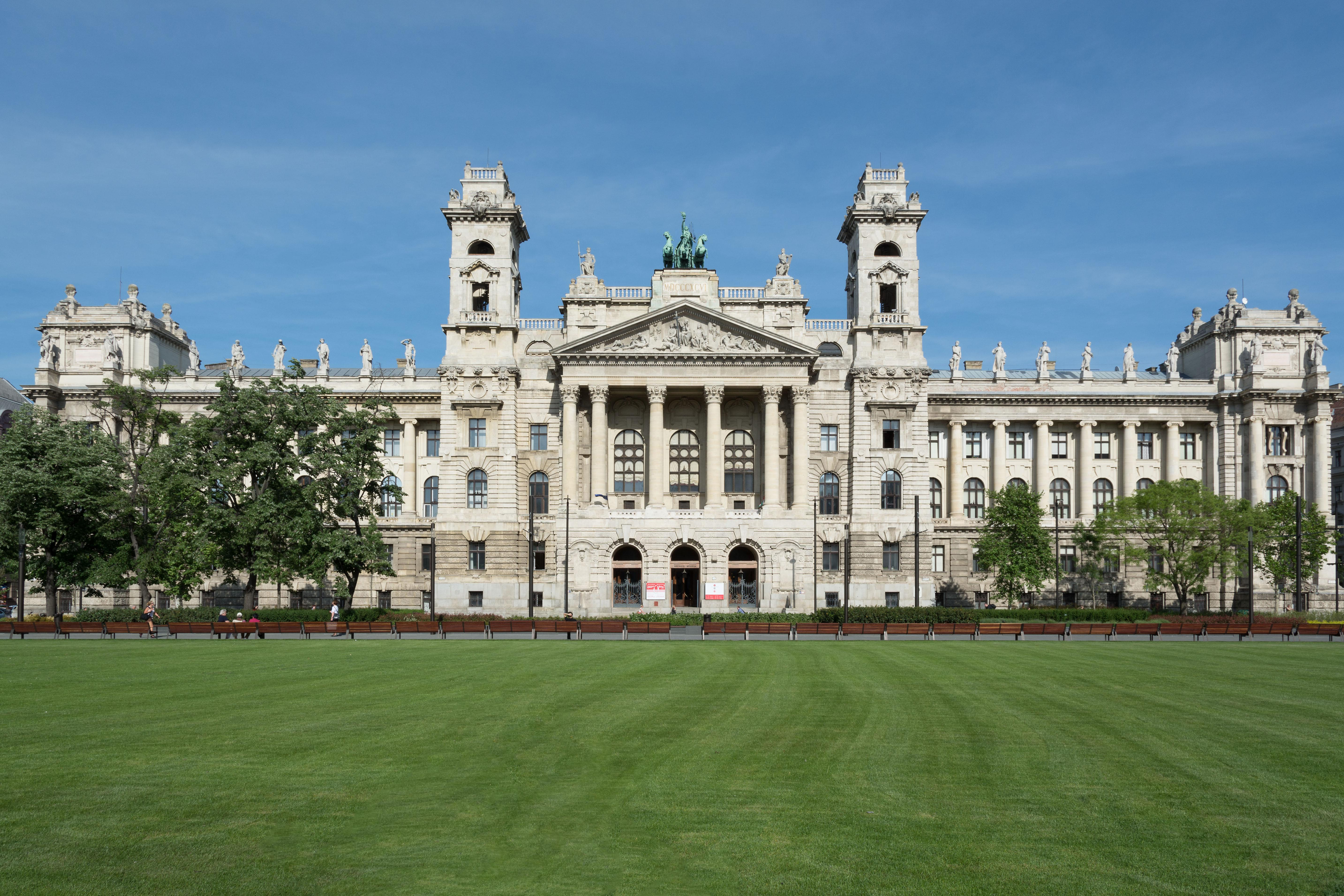
Ethnographisches Museum

  - Felsenkrankenhaus-Atombunker-Museum
  - Haus des Terrors
  - Historisches Museum
  - Militärhistorisches Museum
  - Semmelweis-Museum für Medizingeschichte

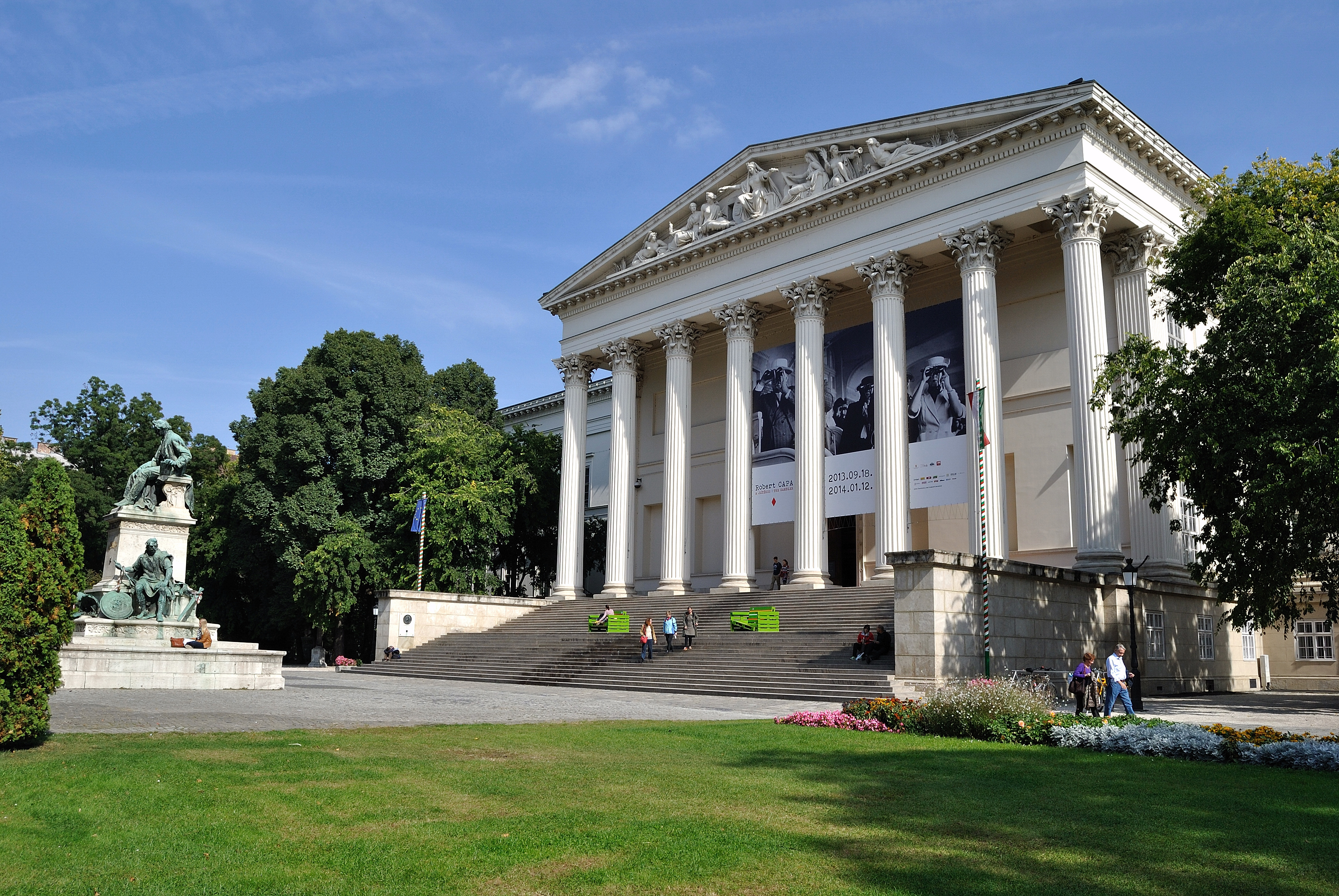
Ungarisches Nationalmuseum

  - Ungarisches NationalmuseumUngarisches Nationalmuseum
- Technik und Verkehr
  - Verkehrsmuseum
  - Bahnhistorischer Park
  - Kindereisenbahn
  - Schwabenbergbahn
- Literatur
  - Petőfi-Literaturmuseum

## Bauwerke

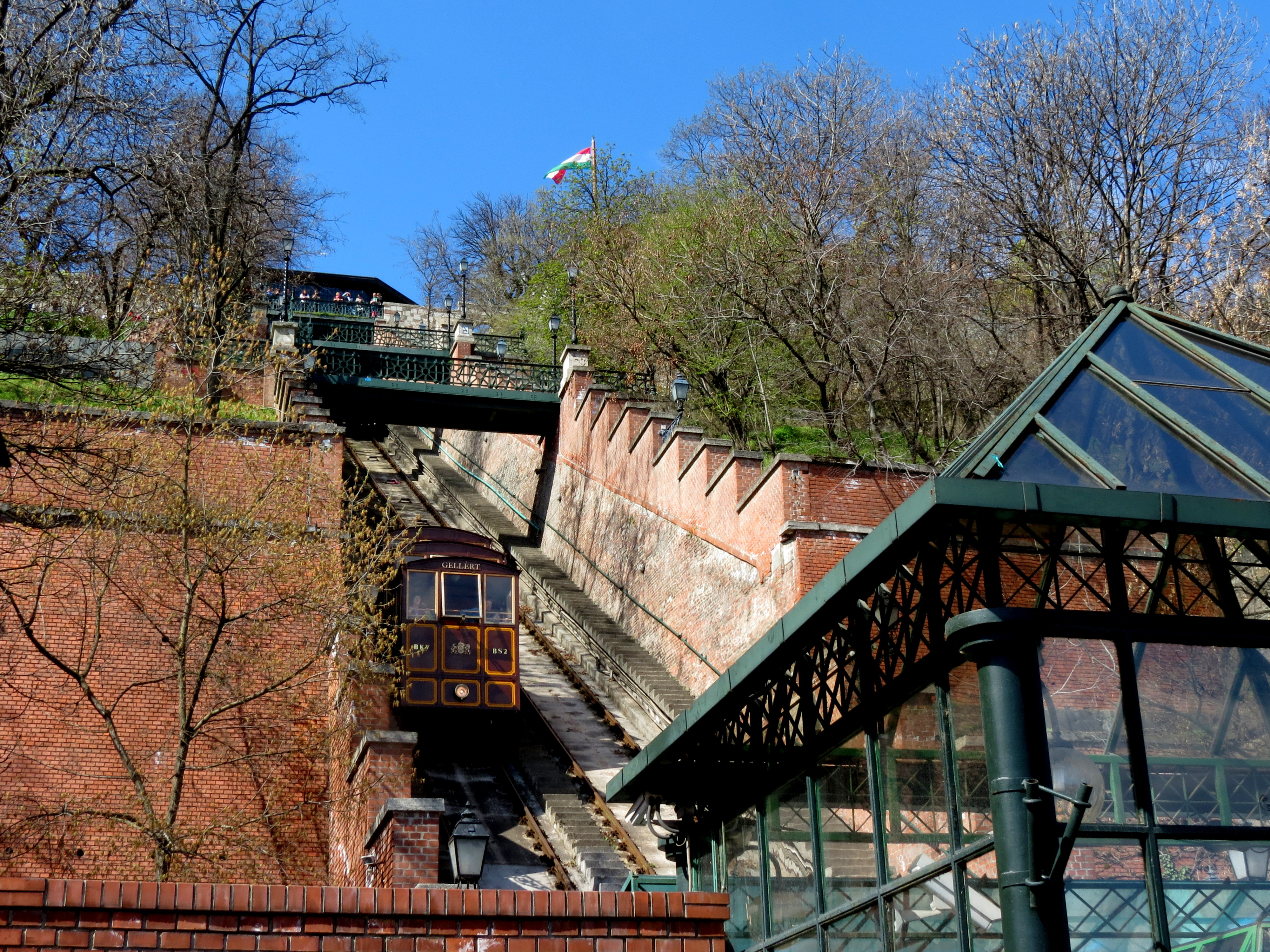
Budavári Sikló

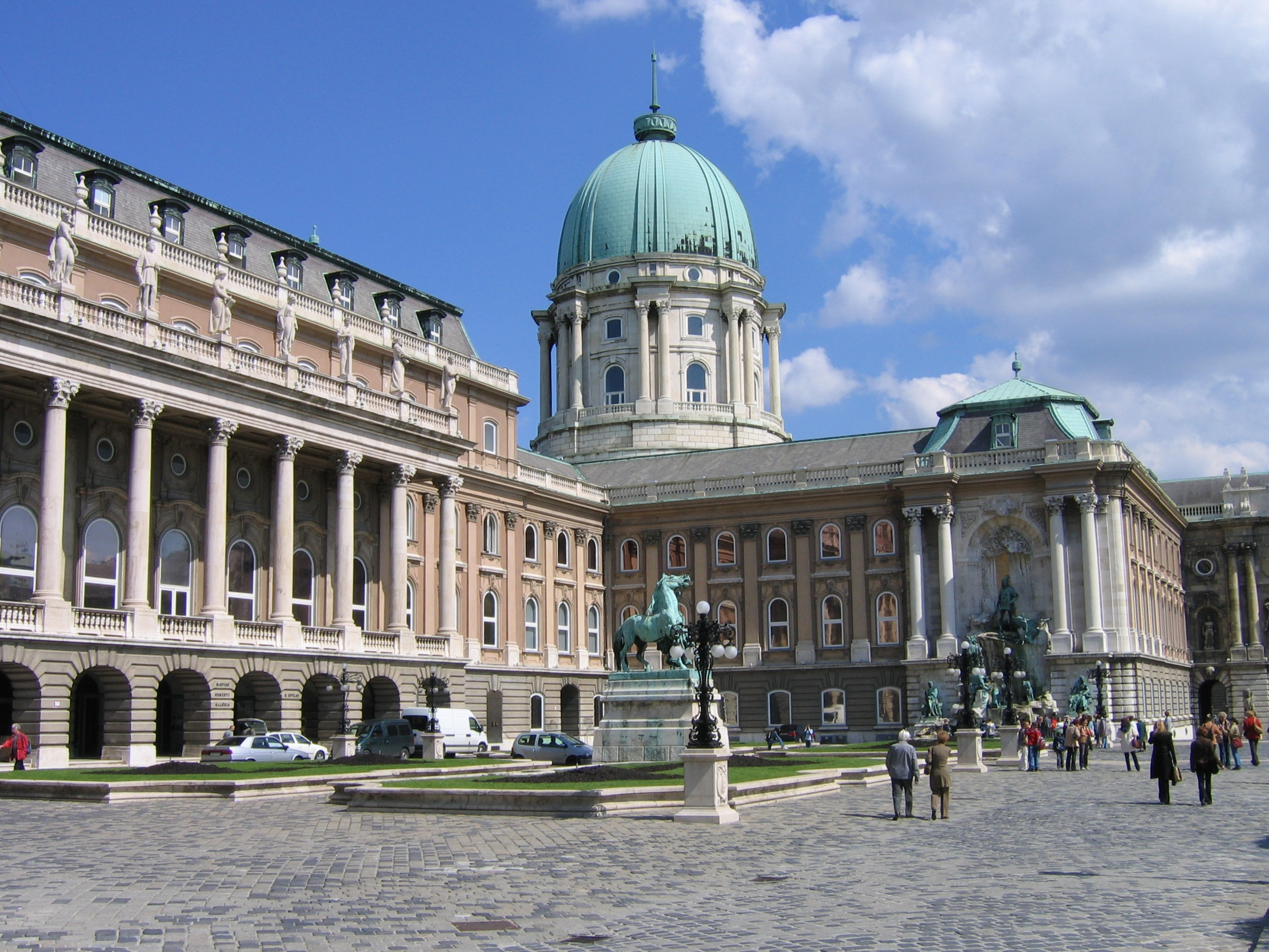
Burgpalast

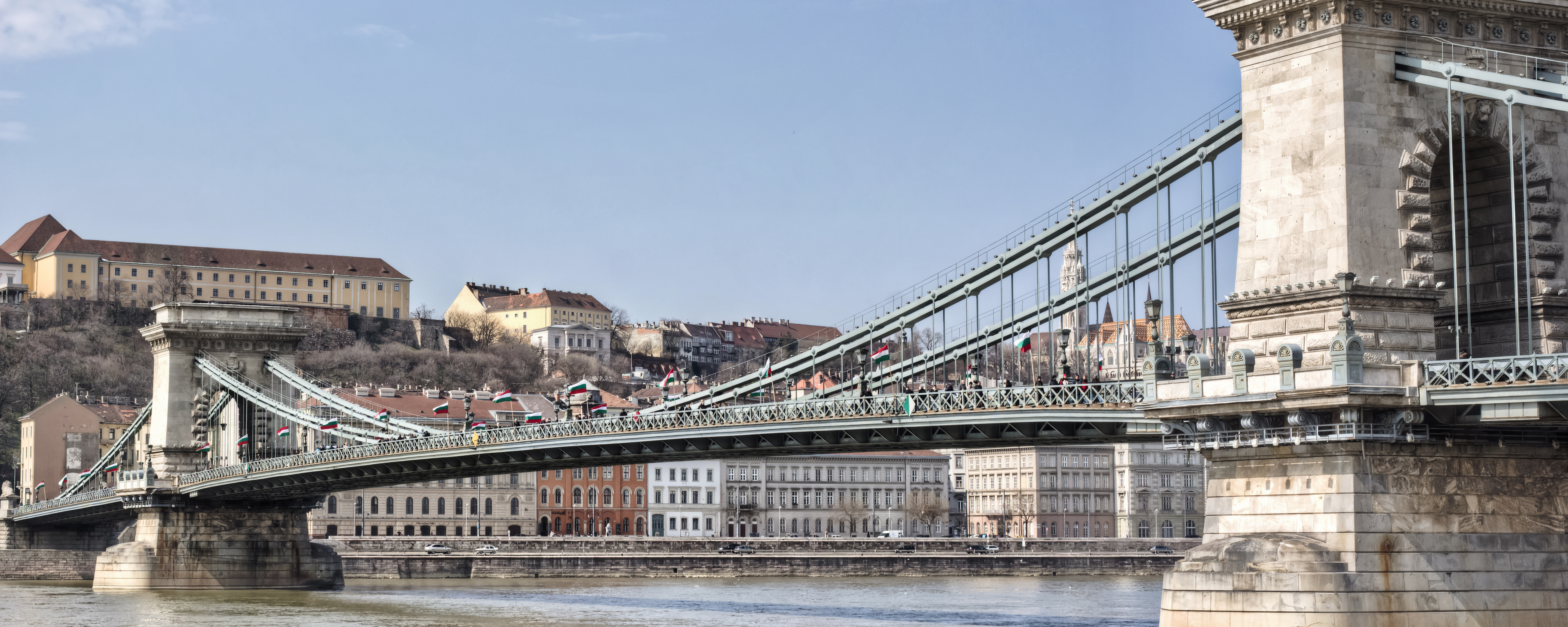
Kettenbrücke

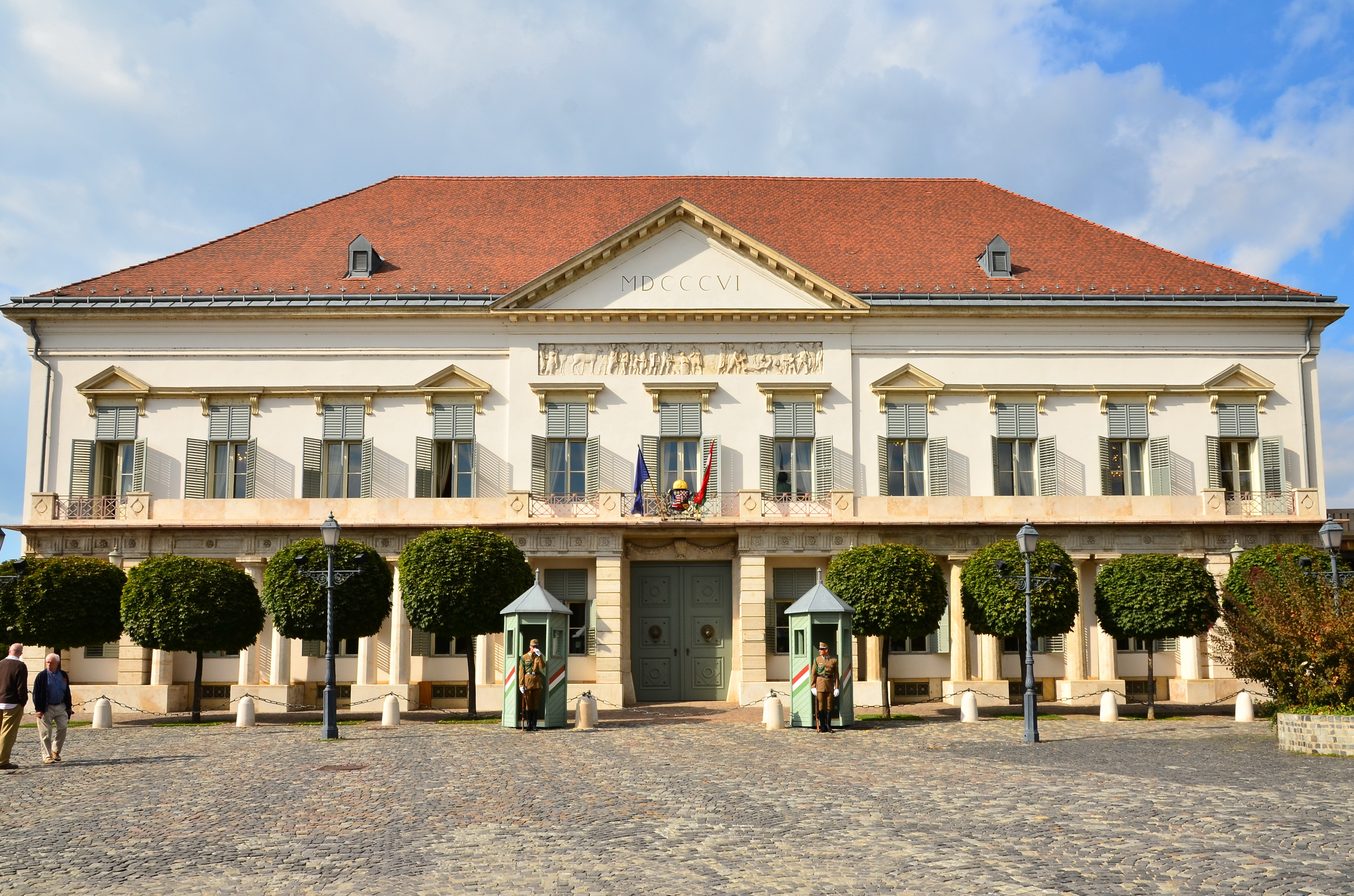
Palais Sándor – Sitz des Präsidenten von Ungarn

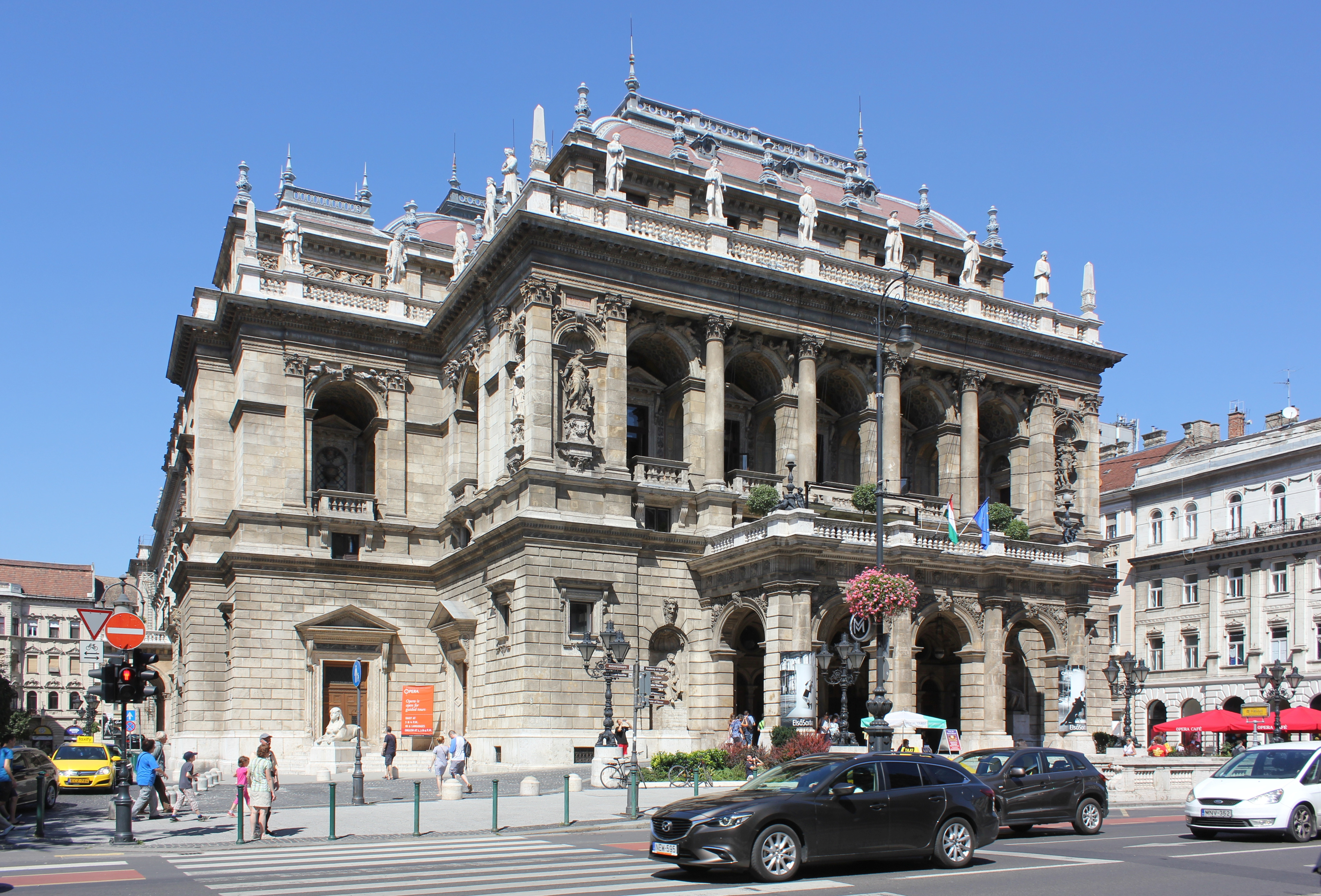
Ungarische Staatsoper

- Béla-Bartók-Gedenkhaus
- Budavári SiklóBudavári Sikló
- Burg Vajdahunyad
- Burggarten-Basar
- BurgpalastBurgpalast
- Café Gerbeaud
- Café New York
- Fischerbastei
- Freiheitsbrücke
- Freiheitsstatue
- Gellértbad
- Große Markthalle
- Große Synagoge
- Keleti pályaudvar
- KettenbrückeKettenbrücke
- Klothilden-Paläste
- Konditorei Ruszwurm
- Königliches Zinshaus
- Lukács-Heilbad
- Palais Erdődy-Hatvany
- Palais Festetics
- Palais Sándor – Sitz des Präsidenten von UngarnPalais Sándor

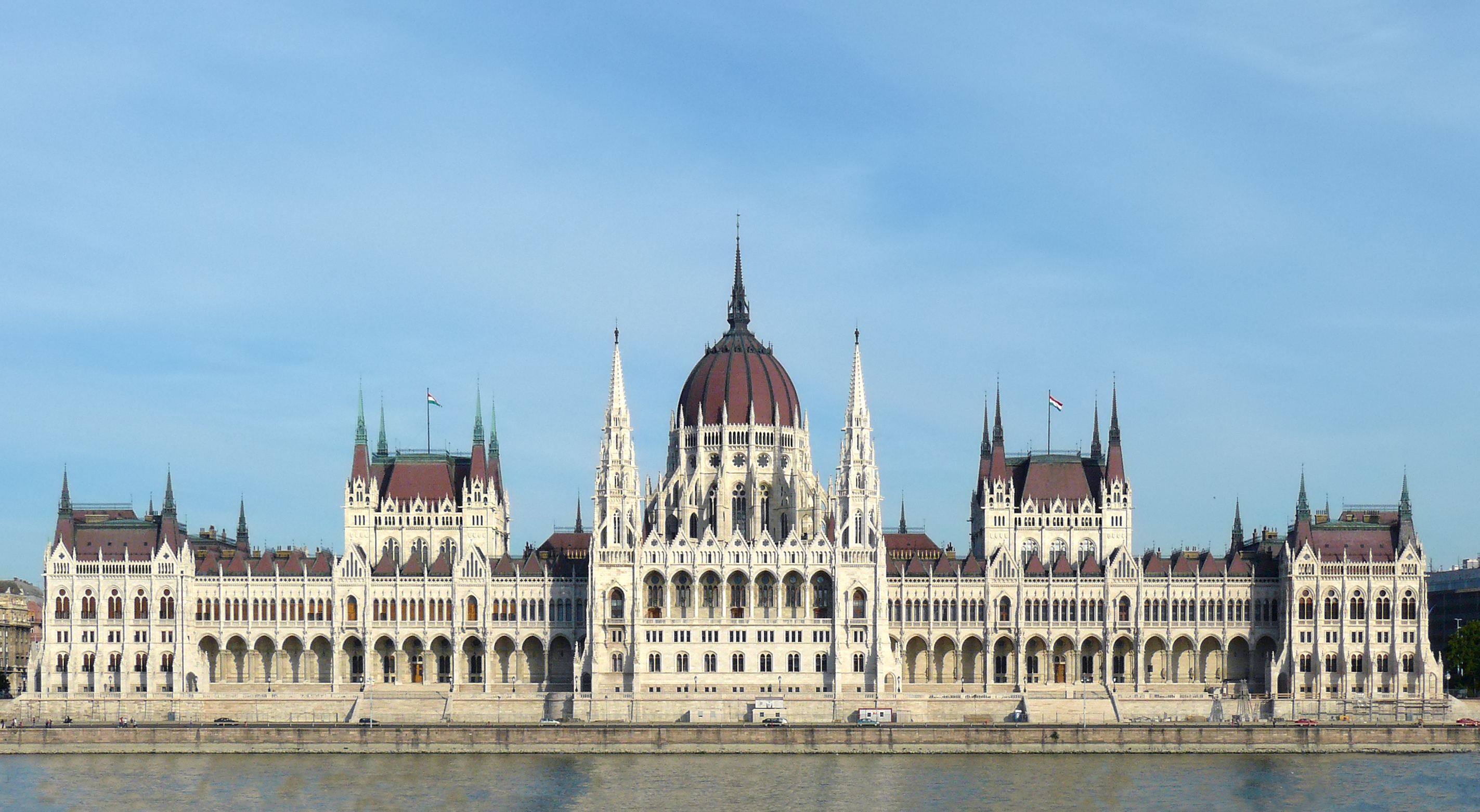
Parlamentsgebäude

- Palais Wenckheim
- ParlamentsgebäudeParlamentsgebäude
- Pesti Vigadó
- Széchenyi-Heilbad
- Ungarische StaatsoperUngarische Staatsoper
- Vígszínház
- Zitadelle
- Zoo

### Straßen und Plätze
- Andrássy út
- Deák Ferenc tér
- Erzsébet tér
- Ferenciek tere
- Heldenplatz
- Kossuth tér
- Oktogon
- Váci utca
- Vörösmarty tér

### Denkmäler und Skulpturen
- Denkmal der nationalen Zusammengehörigkeit

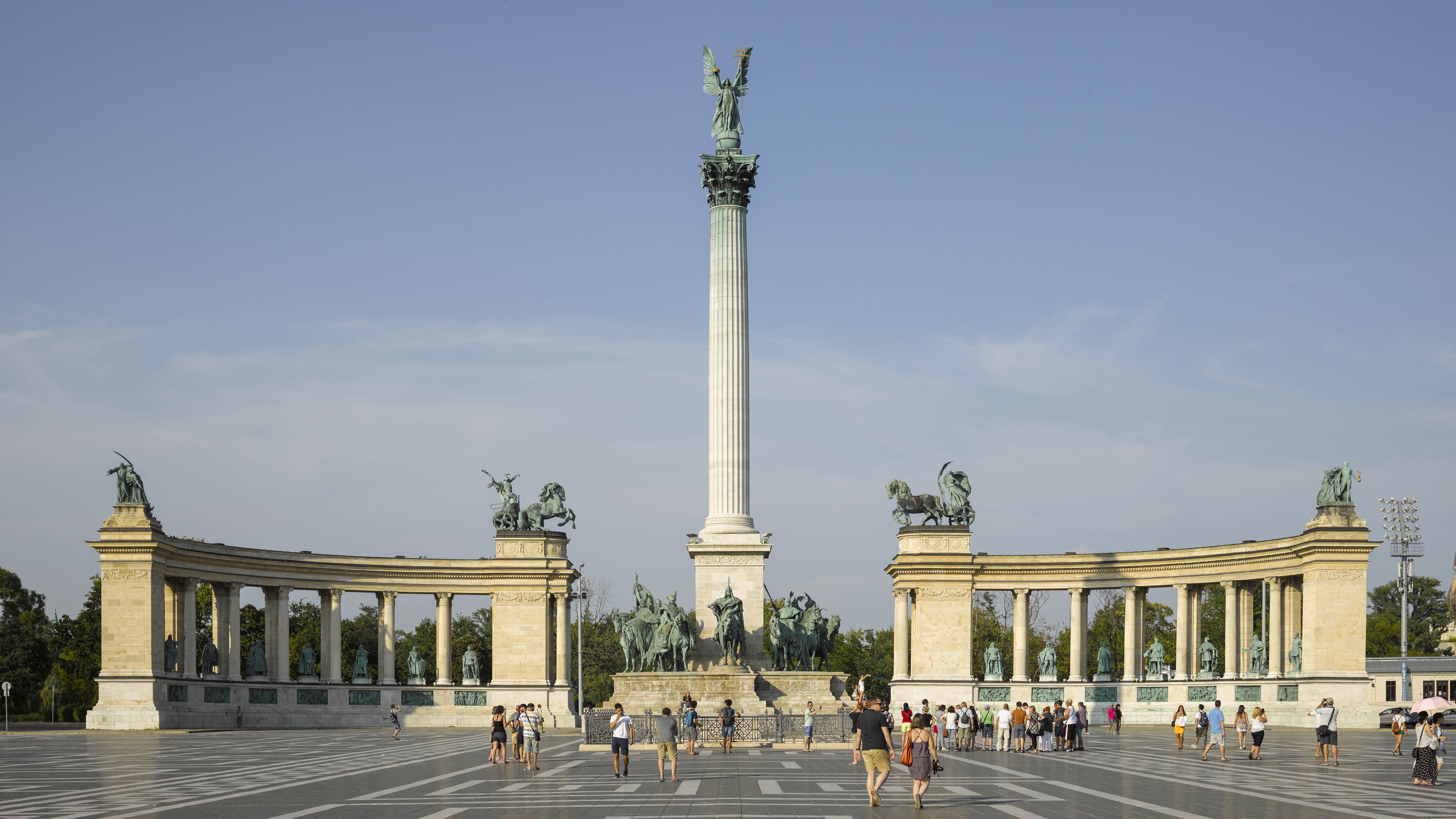
Millenniumsdenkmal am Heldenplatz

- Ewiges Licht Batthyánys
- Memento Park

- Millenniumsdenkmal
- Nationales Märtyrerdenkmal
- Schuhe am Donauufer
- Statue des Anonymus

### Kirchen
- Evangelische Kirche am Deák tér

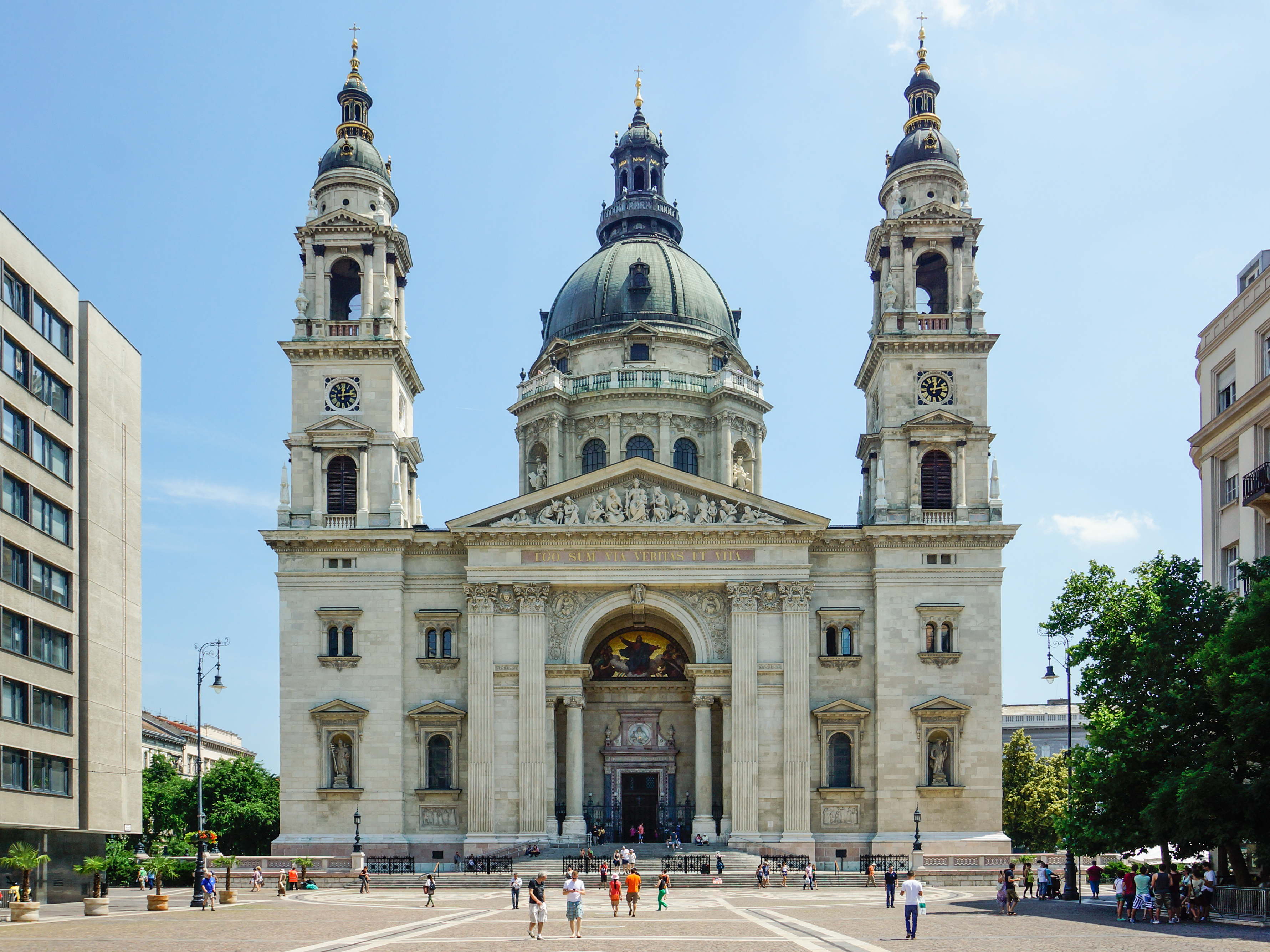
St.-Stephans-Basilika

- Evangelische Kirche im Burgviertel
- Franziskanerkirche (Budapest)
- Innerstädtische Pfarrkirche
- Maria-Magdalena-Kirche
- Marienbasilika
- Matthiaskirche
- Reformierte Kirche am Calvinplatz
- Serbisch-Orthodoxe Kirche
- St.-Stephans-Basilika
- Universitätskirche

## Parks und Natur
- Gellértberg
- Margareteninsel
- Stadtwäldchen